# Torneo de Viña del Mar 2014
El Royal Guard Open 2014 es un torneo de tenis que pertenece a la ATP en la categoría de ATP World Tour 250. Es la vigésimo primera edición del torneo y se celebra del 3 al 9 de febrero de 2014 sobre polvo de ladrillo en el Club Naval de Campo Las Salinas en Viña del Mar, Chile.

## Distribución de puntos
| Modalidad            | Campeón | Finalista | Semifinales | Cuartos de final | 2ª ronda | 1ª ronda | Clasificados | 2ª ronda de clasificación | 1ª ronda de clasificación |
| Individual masculino | 250     | 165       | 100         | 50               | 25       | 0        | 13           | 7                         | 0                         |
| Dobles masculino     | 250     | 150       | 90          | 45               | 20       | 0        | -            | -                         | -                         |

## Cabeza de serie

### Individuales masculinos
| Tenista                | Ranking | Preclasificado |
| Fabio Fognini          | 15      | 1              |
| Tommy Robredo          | 16      | 2              |
| Nicolás Almagro        | 17      | 3              |
| Marcel Granollers      | 35      | 4              |
| Jérémy Chardy          | 43      | 5              |
| Guillermo García López | 56      | 6              |
| Albert Montañés        | 58      | 7              |
| Federico Delbonis      | 60      | 8              |

- Ranking del 27 de enero de 2014

### Dobles masculinos
| Tenista                           | Ranking | Preclasificado |
| Marcel Granollers Marc López      | 47      | 1              |
| Juan Sebastián Cabal Robert Farah | 94      | 2              |
| Olivier Marach Florin Mergea      | 97      | 3              |
| Pablo Cuevas Horacio Zeballos     | 97      | 4              |

- Ranking del 27 de enero de 2014

## Campeones

### Individuales masculinos
Fabio Fognini venció a  Leonardo Mayer por 6-2, 6-4.

### Dobles masculinos
Oliver Marach /  Florin Mergea vencieron a  Juan Sebastián Cabal /  Robert Farah por 6-3, 6-4